# Osiedle Legionów (Konin)
Osiedle Legionów w Koninie (lub Osiedle IV) – osiedle w nowej części miasta Konina. Obejmuje budynki mieszkaniowe w obrębie ulic: Kolejowej, Błaszaka, Przemysłowej oraz Alei 1 Maja. We wnętrzu osiedla znajduje się jedna ulica - Legionów. We wschodniej części osiedla, w sąsiedztwie ul. Przemysłowej i Kolejowej dominują niskie, kwadratowe bloki.
Od zachodu osiedle sąsiaduje z Osiedlem I, od południa z Osiedlem II i Kurowem, a od wschodu z Osiedlem V.
Osiedle jest częścią największej konińskiej dzielnicy - Czarkowa.